# Lojo pappersbruk
Lojo pappersbruk (finska: Lohjan paperitehdas) var ett pappersbruk i Lojo i landskapet Nyland i Finland. Pappersbruket, som  bland annat tillverkade specialpapper, var i drift mellan 1906 och 2015. De sista ägarna var sydafrikanska Mondi Group som ägde bruket mellan 2008 och 2015.

## Historia
Kammarherre Hjalmar Linder  grundade en sulfatcellulosafabrik i Pitkäniemi i Lojo år 1906, som  fick namnet Lojo Cellulosafabriks Ab. Linder lät också bygga en liten järnväg till fabriken.
Fabriken övertogs av släkten Haarla  år 1929 och 1938 installerades den första pappersmaskinen. Bruket bytte namn till Lohja-Kotka Oy 1938 och började konvertera papper år 1963. År 1968 övertogs företagets aktier av Joutseno-Pulp och namnet ändrades till Joutseno-Pulp Lohjan tehtaat.
Tillverkning av pappersmassa upphörde år 1979. År 1980 fusionerade Joutseno-Pulp med Rauma-Repola. Namnet Lohja-Kotka Oy ändrades till Lohjan Paperi Oy år 1983. Företaget blev en del av UPM-Kymmene Oy tillsammans med moderbolaget år 1995.
År 2005 sålde UPM-Kymmene Lojo pappersbruk tillsammans med Loparex Group till den nederländska investmentbanken ABN Amro.  
Loparex Group sålde Loparex Oy och Lojo pappersbruk, som då var en del av Loparex Oy, till sydafrikansk Mondi Group år 2008. I april 2008 var det cirka 350 anställda vid fabriken och omsättningen var ungefär 100 miljoner euro årligen. I september samma år började Mondi Group samarbetsförhandlingar vid Lojo pappersbruk med syftet att överföra delar av verksamheten utomlands och antalet anställda minskades till 180 personer. År 2015 sade Mondi Group upp alla anställda vid Lojo pappersbruk och stängde fabriken på grund av stora ekonomiska förluster.